# Curta Brasília
O Curta Brasília é um festival de cinema que ocorre em Brasília desde 2012. Com direção artística de Ana Arruda, o festival traz uma seleção internacional com caráter competitivo de curta-metragens brasileiros de ficção, documentário, animação e experimental. O festival é dedicado à exibição, difusão e valorização de filmes no formato de curta-metragem. Em paralelo ao festival ocorrem homenagens, debates, laboratórios, oficinas e workshops voltados para a formação audiovisual.

## Mostras
O festival é dividido em diversas mostras, visando pluralidades de abordagens a linguagem audiovisual. Até 2021, o festival conta com as mostras:
- Mostra Nacional
- Mostra Tesourinha
- Mostra Provocações
- Mostra CVR

## Prêmios
O festival é competitivo nas seguintes categorias:
- Melhor Filme Nacional
- Prêmio Cine França Brasil (oferecido pela Embaixada da França)
- Melhor Filme do DF
- Prêmio Provocações (oferecido pelo Fundo Brasil de Direitos Humanos)
- Troféu Cinememória